# Qiere
Qiere (kinesiska: 切热, 切热乡) är en socken i Kina. Den ligger i den autonoma regionen Tibet, i den sydvästra delen av landet, omkring 490 kilometer väster om regionhuvudstaden Lhasa. Antalet invånare är 1 316. Befolkningen består av 667 kvinnor och 649 män. Barn under 15 år utgör 30 %, vuxna 15-64 år 64 %, och äldre över 65 år 4,0 %.
Genomsnittlig årsnederbörd är 536 millimeter. Den regnigaste månaden är juli, med i genomsnitt 147 mm nederbörd, och den torraste är november, med 4 mm nederbörd.